# 프로젝트 885 야센급 잠수함

야센급 잠수함은 러시아의 최신형 공격형 핵잠수함(SSN)이다.

## 역사
2020년 기준으로, 3척이 진수되었으며, 6척이 건조중이다.
2008년 3번함 네르파함이 진수된 아쿨라II급 잠수함의 후속 함종으로, 현재 러시아의 가장 최신형이다. 세베로드빈스크급 잠수함이라고도 부른다. 2010년 6월 15일 1번함 세베로드빈스크함이 진수되었다. 메드베데프 러시아 대통령이 진수식에 참석했다. 어느 나라나 대통령이 군함 진수식에 직접 참석하는 것은 매우 특별한 경우에만 이뤄진다. 배수량은 아쿨라급과 비슷하다.
아쿨라II급 3번함 네르파함은 1991년 12월 25일 소련이 붕괴된 직후인 1993년에 건조를 시작했다가 예산부족으로 중단되었다. 그러다 냉전이래 러시아 무기의 최대 수입국인 인도가 네르파함을 리스하기로 하여, 다시 건조가 계속되어 2008년에야 겨우 진수되었으며 2010년 인도에 보내졌다. 반면에 야센급 1번함 세베로드빈스크함은 경제난으로 소련이 붕괴하고 건국된 러시아가 브릭스로 일컬어지면서 경제부흥에 성공하였고, 이러한 러시아 해군에 최초로 취역하게 신형 핵잠수함이다.

## SS-N-26
야센급 잠수함은 SS-N-26 초음속 대함미사일을 장착했다. 마하 2.5 속도에 300 km 사거리를 가진다. 러시아, 베트남, 인도네시아가 사용중이다.
2007년 러시아는 SS-N-26 미사일을 시리아에 수출하기로 계약하였다. 이에 대해 미국과 이스라엘이 반대하고 있다. 이스라엘은, 시리아에 이 미사일이 수출되면, 수 년 안에 헤즈볼라가 이 미사일을 입수하게 될 것이라고 보고 있다.

## 순항미사일
야센급의 이전급인 아쿨라급 잠수함에는 러시아판 토마호크 미사일이라고 할 수 있는, 사거리 3,000 km인 RK-55 순항미사일을 533mm 어뢰관에 장착했었다.

## 같이 보기
- 네르파함
- 애스튜트급 잠수함 - 2010년 기준 영국의 최신형 공격원잠(SSN)
- 야센급 잠수함 - 2010년 기준 러시아의 최신형 공격원잠(SSN)
- 루비급 잠수함 - 2010년 기준 프랑스의 최신형 공격원잠(SSN)
- 샹급 잠수함 - 2010년 기준 중국의 최신형 공격원잠(SSN)
- 버지니아급 잠수함 - 2010년 기준 미국의 최신형 공격원잠(SSN)